# あの頃ペニー・レインと
『あの頃ペニー・レインと』（原題: Almost Famous）は、2000年のアメリカのコメディ・ドラマ映画。キャメロン・クロウが監督・脚本を務め、ビリー・クラダップ、フランシス・マクドーマンド、ケイト・ハドソン、パトリック・フュジットらが出演した。
クロウ自身が実際に15歳で『ローリング・ストーン』誌の記者になっていたことから、半自伝的な内容となっており、ロックバンドのポコ、オールマン・ブラザーズ・バンド、レッド・ツェッペリン、イーグルス、レーナード・スキナードのツアーに参加した経験がベースになっている。クロウは、この時期に童貞を喪失し、恋に落ち、音楽のヒーローたちと出会ったことを語っており、これらの出来事は、映画の中では、主人公ウィリアム・ミラーに起こったこととして表現されている。
この映画は批評家から広く評価され、アカデミー賞では4部門にノミネートされ、脚本賞を受賞した。また、2001年のグラミー賞では、最優秀映像メディア用コンピレーション・サウンドトラック賞を受賞した。また、ゴールデングローブ賞では、ミュージカル・コメディ部門の作品賞と、映画部門の助演女優賞（ハドソン）の2部門を受賞した。

## あらすじ
サンディエゴに住むウィリアムは厳格な大学教授である母親に育てられ、弁護士になることを期待されている。父親は出てこない為、一人親家庭の設定の様子である。姉アニータが１８歳になり独り立ちしてゆく日に、ウィリアムは秘密でロック音楽のレコードをもらい、レコードを聴いてゆくうちにロック音楽に傾倒してゆく。高校生になったウィリアムはロックライターになることを志し、クリームマガジン誌編集長のレスターに会うと、ブラック・サバスのライブに参加し、記事を書くことを任される。当日、ライブに関係者入口から入ろうとしたウィリアムは警備員から軽くあしらわれ途方に暮れていたが、たまたま通りかかった前座のバンド・スティルウォーターが機転をきかし、ウィリアムもライブに潜入することができる。記事は好評で、「ローリング・ストーン」誌から、ストーン誌の記事の打診を受ける。ウィリアムは、サバスのライブを思い出し、人気急上昇中であったスティルウォーター（架空のバンド）の全米ツアーに密着する記事を思いつき、ストーン誌の担当編集者はこれに合意する。レスターはロックの時代は終わった、今のロックスターは真の音楽ではなく名声を求めている、彼らは記者のオマエに”ロックスターの伝説”を書いてほしいだけだ、と忠告する。しかしウィリアムは、ロックが終わるならその終焉を見届けると言い、母親も説得し、バンドの全米ツアーに参加する。
ウィリアムはサバスのコンサートで出会ったグルーピーのペニー・レインにツアーを通して恋心を抱くようになるが、彼女はスティルウォーターのリーダーでありギタリストであるラッセルと恋仲にあった。アメリカをめぐるツアー中、ロックの世界を目の当たりにしながらインタビューや執筆に取り組むウィリアムは次第に成長してゆく。ツアーで訪れるニューヨークでラッセルの本命の恋人が合流したことで、ペニーはバンドと共に行動することが出来ず、ペニーはニューヨークには行くものの、ラッセルからは受け入れられない。ローリングストーン誌の表紙に掲載される事が決まったニュースをウィリアムから聞いたメンバーらは興奮するが、その一方で失恋したペニーはホテルの一室で睡眠薬を過剰摂取する。そこへウィリアムが駆けつけて医者を呼ぶ。医者を待つ間、彼は朦朧としている彼女に愛を伝えるのだった。一命を取り留めた彼女は、1人サンディエゴへと帰っていった。その後、ツアーの飛行機が墜落しそうになり、落ちてゆく中の混乱でメンバー同士が様々な話を暴露し始め、喧嘩を始める。飛行機は墜落はしなかったが、その様子を見たウィリアムは、ツアー同行は終わりにし、記事を仕上げることにする。空港の廊下で立ち止まったウィリアムに対し、ラッセルは足を止め、好きなように書いていいと言う。
取材を終えたウィリアムは「ローリング・ストーン」誌の編集者に原稿を見せるが、ファクトチェックにおいてボーカルのジェフに内容を否定され、掲載が見送られてしまう。ジェフはあんな内容では自分たちがアマチュアバンドのようだとラッセルに言い放ち、激高する。編集者に掲載はなしと伝えられたウィリアムはどうする事も出来ず家に帰るが、帰りの空港でスチュワーデスになっていたアニータに会い、共に家に帰る。ツアー終盤、ラッセルはグルーピーのサファイアに、あなたはペニーもウィリアムも騙したのだ、と言われ、ラッセルはペニーに電話をかけ会って謝罪をしたいと伝える。ラッセルがペニーに教えられた住所へ向かうと、そこはウィリアムの家であった。ラッセルはウィリアムに「ローリング・ストーン」誌に原稿の内容が事実であると話したことを伝え、再びロックについてウィリアムと語り合う。「ローリング・ストーン」誌にウィリアムの記事が掲載され、ペニーはモロッコへと旅立ち、スティルウォーターは新たなツアーを続ける。

## キャスト
※括弧内は日本語吹き替え。特別編集版では劇場公開版で存在しなかったシーンの吹き替えを同じキャストで追加収録している。
- ウィリアム・ミラー - パトリック・フュジット（白鳥哲）
- 少年時代のウィリアム - マイケル・アンガラノ（高山みなみ※二役）
- ペニー・レイン - ケイト・ハドソン（高山みなみ）
- ラッセル・ハモンド（ロックスター） - ビリー・クラダップ（石川禅）
- エレイン・ミラー（ウィリアムの母） - フランシス・マクドーマンド（駒塚由衣）
- ジェフ・ベイブ - ジェイソン・リー（宮本充）
- ポレキシア・アフロディシア - アンナ・パキン（小島幸子）
- サファイア - フェアルザ・バルク（高乃麗）
- ディック・ロスウェル - ノア・テイラー（桐本琢也）
- アニタ（ウィリアムの姉） - ズーイー・デシャネル(小島幸子)
- レスター・バングス - フィリップ・シーモア・ホフマン（山路和弘）
- ベン・フォン・トーレス - テリー・チェン（松本保典）

## 主な挿入曲
- 「ウーガム・ブーガム・ソング」（ブレントン・ウッド）
- 「アメリカ」（サイモン&ガーファンクル）
- 「スパークス」（ザ・フー）
- 「サーチ・アンド・デストロイ」（イギー&ザ・ストゥージズ）
- 「所詮は同じこと」（トッド・ラングレン）
- 「リヴァー」（ジョニ・ミッチェル）
- 「エヴリ・ピクチャー・テルズ・ア・ストーリー」（ロッド・スチュワート）
- 「サムシング・イン・ジ・エアー」（サンダークラップ・ニューマン）
- 「ヴードゥー・チャイルド (スライト・リターン)」（ザ・ジミ・ヘンドリックス・エクスペリエンス）
- 「パラノイド」（ブラック・サバス）
- 「可愛いダンサー (マキシンに捧ぐ) 」（エルトン・ジョン）
- 「ワン・ウェイ・アウト」（オールマン・ブラザーズ・バンド）
- 「ザッツ・ザ・ウェイ」（レッド・ツェッペリン）
- 「スリップ・アウェイ」（クラレンス・カーター）
- 「シンプル・マン」（レーナード・スキナード）
- 「フィール・フロウズ」（ザ・ビーチ・ボーイズ）

## エピソード
- 主人公とツアーを共にするバンドのギタリスト、ラッセル（ビリー・クラダップ）の台詞「俺は輝ける神だ!!（I Am A Golden God!!）」は、レッド・ツェッペリンのヴォーカリストロバート・プラントが、ロサンゼルスのハイアット・ホテル（通称「ライオット・ハウス」）のテラスから実際に叫んだものだという。当時ロック・ライターだったキャメロン・クロウが耳にし、後に映画で使用した。
- 本作品中は多くの実在するバンドやミュージシャンの名前が出てくるが、スティルウォーターというバンドは、実在しない。
- ツアー途中でバンドのマネージャ―となるデニスは、現在アメリカのテレビ司会者であるジミー・ファロンが演じている。